# David Cunliffe-Lister
David Yarburgh Cunliffe-Lister (ur. 21 marca 1937, zm. 26 marca 2006) – arystokrata brytyjski, członek Izby Lordów.
Był synem Johna i Anne Irvine z domu Medlicott. Ojciec służył w armii brytyjskiej i zmarł od ran w 1943. David Cunliffe-Lister uczęszczał do Royal Agricultural College w Cirencester, w latach 1961–1974 zasiadał we władzach samorządowych Yorkshire, 1973–1977 we władzach North Yorkshire. Pełnił m.in. funkcje sędziowskie.
Był wnukiem Philipa Cunliffe-Listera (m.in. pierwszego ministra lotnictwa cywilnego), po którego śmierci w 1972 odziedziczył tytuł Earl of Swinton i miejsce w Izbie Lordów. W Izbie Lordów zasiada także jego żona, Susan Sinclair (z tytułem baroness Masham of Ilton), działaczka na rzecz osób niepełnosprawnych. Związek małżeński zawarli w 1959, adoptowali dwoje dzieci.
Tytuł Earl of Swinton przeszedł po śmierci Davida Cunliffe-Listera na jego młodszego brata, Nicholasa (ur. 4 września 1939).